# Репаблик (Вашингтон)
Репаблик (енгл. Republic) град је у америчкој савезној држави Вашингтон. По попису становништва из 2010. у њему је живело 1.073 становника.

## Демографија
Према попису становништва из 2010. у граду је живело 1.073 становника, што је 119 (12,5%) становника више него 2000. године.
| Група             | 2000.       | 2010.       |
| Белци             | 877 (91,9%) | 949 (88,4%) |
| Афроамериканци    | 8 (0,8%)    | 1 (0,1%)    |
| Азијати           | 2 (0,2%)    | 20 (1,9%)   |
| Хиспаноамериканци | 19 (2,0%)   | 29 (2,7%)   |
| Укупно            | 954         | 1.073       |